# Pasturo
Pasturo é uma comuna italiana da região da Lombardia, província de Lecco, com cerca de 1.754 habitantes. Estende-se por uma área de 22 km², tendo uma densidade populacional de 80 hab/km². Faz fronteira com Ballabio, Barzio, Cremeno, Esino Lario, Introbio, Mandello del Lario, Primaluna.